# Marcela Lagarde
María Marcela Lagarde y de los Ríos (Città del Messico, 1948) è un'antropologa e politica messicana.
Lagarde è rappresentante di spicco del femminismo latinoamericano e tra le prime teorizzatrici del concetto di femminicidio. È autrice di un gran numero di articoli e libri su studi di genere, femminismo, sorellanza, sviluppo umano e democrazia, potere e autonomia delle donne. Ha una cattedra all' Universidad Nacional Autónoma de México.

## Biografia
In gioventù Marcela Lagarde ha partecipato al movimento del  Sessantotto ed è stata militante del Partito Comunista. Negli anni 2000 si è presentata alle elezioni come candidata indipendente nella lista del Partito della Rivoluzione Democratica (PRD), ed è stata eletta deputata nel Congresso Federale messicano dal 2003 al 2006. Durante la legislatura ha concentrato il suo lavoro sulle tematiche dei diritti delle donne.
Lagarde ha coniato il termine femminicidio per descrivere la situazione di Ciudad Juárez, in Messico, e ha ottenuto la creazione di una Commissione Speciale sul Femminicidio nel Congresso per investigare gli omicidi di donne a Ciudad Juárez. Ha diretto l'Indagine Conoscitiva sulla Violenza sulle Donne nella Repubblica Messicana, attraverso la quale si è scoperto che il femminicidio non è esclusivo di Ciudad Juárez.
Ha promosso l'istituzione del crimine di femminicidio nel Codice Penale Federale e la Legge Generale di Accesso delle Donne a una Vita Libera dalla Violenza, entrata in vigore in Messico il 2 febbraio del 2007
Il titolo della sua tesi di dottorato è Los cautiverios de las mujeres: madresposas, monjas, putas, presas y locas.